# Folkelig
Das dänische Adjektiv folkelig (eigtl. völkisch) bezeichnet eine bestimmte Haltung des dänischen Patriotismus. Das dänische Wort hat dabei eine positive Konnotation und findet auch heute noch Verwendung in Politik und Gesellschaft. Die direkte Übersetzung ins Deutsche, also das Wort „völkisch“, hat dagegen eine rassistische, negative Konnotation; deshalb wird das Wort ab und an auch mit „volkhaft“ übersetzt, damit die positive Konnotation nicht verloren geht.

## Bedeutung
Von folkelig abgeleitet ist das Substantiv folkelighed. Der bedeutende Däne N. F. S. Grundtvig schuf in der Märzrevolution von 1848 das Gedicht Folkelighed. Es ist mehr als Patriotismus und tiefer als Nationalismus. Folkelighed bedeutet eine liberale, aufgeklärte und emanzipatorische Haltung gegenüber der eigenen Nation bzw. Volk. Der Mensch gewänne also nur in einem folkeligen Zustand Bedeutung, das heißt "in der Begegnung mit der gemeinsamen Geschichte, der gemeinsamen Sprache und dem, was Gemeinschaft bildet … Jeder Mensch wird prinzipiell in einen folkeligen Zusammenhang hineingeboren … Das folkelige bedeutet nun, dass man seine Persönlichkeit nicht auf Kosten anderer entwickeln soll (Nationalismus), sondern dass man auf der Grundlage seiner Liebe zu sich selbst das Recht anderer auf ihre Liebe zu sich selbst versteht und auch respektiert."

### Folkeligheden
Grundtvig dichtete also 1848 in »Folkeligheden«:
| Til et folk de alle høre, som sig regne selv dertil, har for modermålet øre, har for fædrelandet ild | Lyrisch übertragen: Zu einem Volk all die gehören, die sich selber dazu zählen, auf ihre Muttersprache hören, für sich das Vaterland erwählen |

Diese Zeilen wurden für das Selbstverständnis der Dänen sinnprägend. Besonders die ersten beiden Zeilen werden sehr häufig zitiert, um zu sagen: folkelig bezieht sich auf diejenigen, die dem so verstandenen dänischen Volk angehören wollen.